# Едуардс (окръг, Илинойс)
Окръг Едуардс (на английски: Edwards County) е окръг в щата Илинойс, Съединени американски щати. Площта му е 578 km², а населението - 6971 души (2000). Административен център е град Албиън.